# Cochise (cráter)

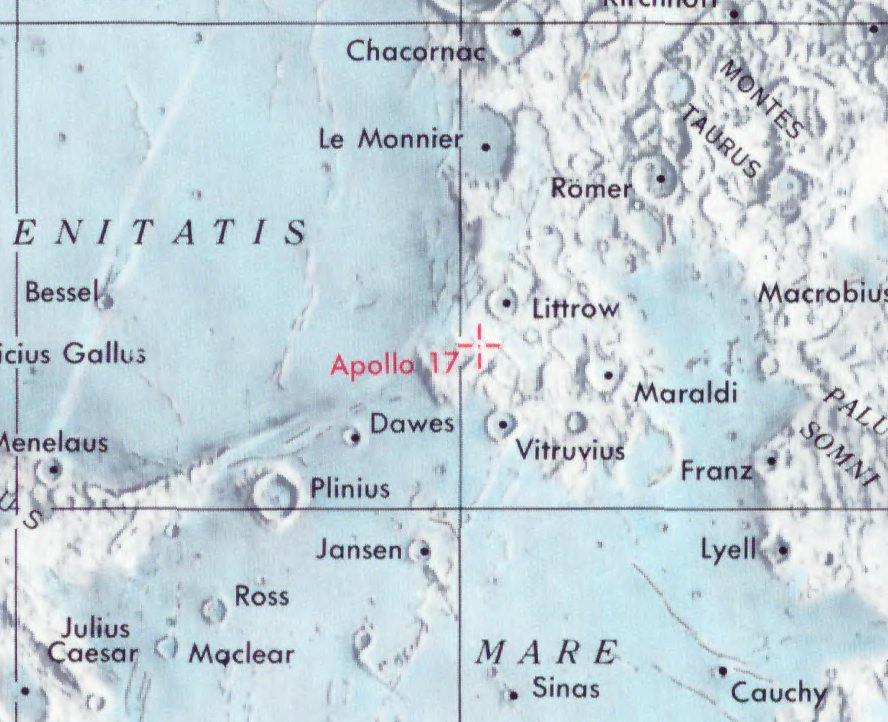
Localización del lugar de aterrizaje del Apolo 17

Cochise es un pequeño cráter lunar situado en el valle Taurus-Littrow. Los astronautas Eugene Cernan y Harrison Schmitt lo alcanzaron a bordo de su rover durante la misión Apolo 17 en 1972, en el transcurso de la EVA 3, pero no se detuvieron allí.  
Al suroeste aparecen los cráteres Shakespeare y Van Serg, y al noreste se localizan Bowen y la Estación Geológica 8 en la base de las Sculptured Hills.

## Denominación
El cráter fue nombrado por los astronautas en referencia a Cochise, jefe de los apaches chiricahuas. La denominación tiene su origen en los topónimos utilizados en la hoja a escala 1/50.000 del Lunar Topophotomap con la referencia "43D1S1 Apollo 17 Landing Area".

## Imágenes
|  |  |